# Lauret (Hérault)
Lauret é uma comuna francesa na região administrativa de Occitânia, no departamento de Hérault. Estende-se por uma área de 6,67 km². Em 2010 a comuna tinha 631 habitantes (densidade: 94,6 hab./km²).